# 斯維羅克
51°43′34″N 32°39′52″E / 51.72611°N 32.66444°E
斯維羅克（烏克蘭語：Свірок），是烏克蘭北部的村莊，隸屬切爾尼希夫州的科留基夫卡區。該村面積0.5平方公里，海拔高度152米，2024年人口8，人口密度每平方公里118人。